# 양자역학의 역사

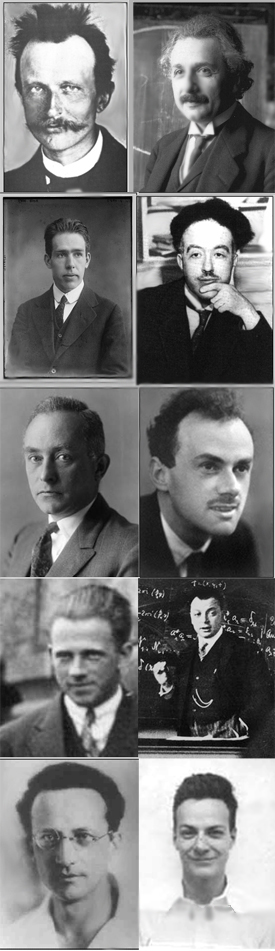
양자역학의 역사에서 영향력 있는 10명의 인물들. 왼쪽에서 오른쪽으로
막스 플랑크, 알베르트 아인슈타인,
닐스 보어, 루이 드 브로이,
막스 보른, 폴 디랙,
베르너 하이젠베르크, 볼프강 파울리,
에르빈 슈뢰딩거, 리처드 파인만이다.

양자 역학의 역사는 현대 물리학사에서의 기본적인 부분이다. 양자 화학과 함께 걸어온 양자역학의 역사는 몇가지 과학적 발견들과 더불어 시작되었다. 1838년 마이클 패러데이가 음극선을 발견하고, 1859-60년 겨울 구스타프 키르히호프가 흑체복사 문제를 언급하였으며, 1877년 루트비히 볼츠만은 물리계의 에너지 준위가 이산적(따로 떨어져 있다)이라는 제안을 하였고, 1887년 하인리히 헤르츠에 의해 광전효과가 발견되었으며, 1900년 막스 플랑크로부터 양자 가설이 세워졌다. 양자 가설은 어느 에너지를 복사하는 분자계는 이론적으로 몇개의 이산적인 "에너지 원소" ε(엡실론)으로 나뉠 수 있고, 이러한 각각의 에너지 원소는 방출되는 에너지에 해당하는 진동수 ν에 비례한다는 가설으로, 다음 식과 같이 정의된다.
{\displaystyle \epsilon =h\nu \,}
여기에서 비례상수 h는 플랑크 상수이다.
그런 다음, 1905년에 알베르트 아인슈타인은 하인리히 헤르츠가 1887년에 보고한 광전 효과를 설명하기 위해서 막스 플랑크의 양자 가설과 일관되게 빛 그 자체가 개별적인 양자 입자들로 이루어져 있다고 가정하였으며, 그 입자는 1926년에 길버트 루이스에 의해 광자로 불리게 된다. 광전 효과는 금속과 같은 특정한 물질에 대해 특별한 주파수의 빛에서만 관측되었는데, 그 이유는 빛의 양자 에너지가 금속의 일함수보다 클 때만 전자를 방출하기 때문이었다.
"양자역학"이라는 표현(독일어로 "Quantenmechanik")은 이른 1920년대에 괴팅겐 대학교의 막스 보른, 베르너 하이젠베르크, 볼프강 파울리를 포함한 물리학자의 모임에서 만들어졌고, 보른의 1924년 논문에서 "Zur Quantenmechanik"으로 처음 사용되었다. 다음 해, 양자역학의 이론적 배경은 화학적 구조, 반응성, 결합에 천천히 적용되기 시작했다.

## 개요

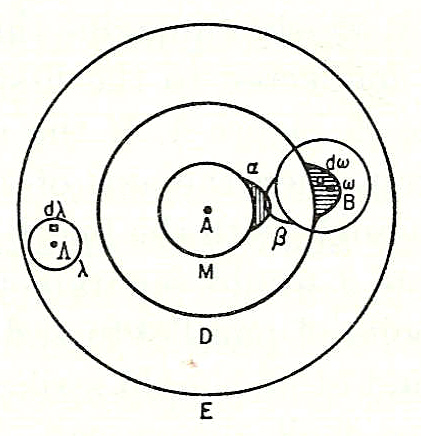
1898년에 제안된 루트비히 볼츠만의 아이오딘 분자 다이어그램은 겹쳐져 있는 원자적으로 "민감한 구역" (α,β)를 보여준다.

1877년, 루트비히 볼츠만은 분자 등의 물리적 계의 에너지 레벨이 이산적이라고 제안하였다. 그는 수학자 구스타프 폰 에셔리히와 에밀 뮐러와 함께 오스트리아 수학자 모임의 창립자였다. 따라서 아이오딘 가스와 같은 분자에서의 이산적인 에너지 레벨의 존재를 설명하기 위한 볼츠만의 이론적 해석은 그의 통계열역학과 통계역학이론에서 기원했으며, 수학적인 증명으로 뒷받침 되었다. 이러한 바탕에서 20년 뒤에 막스 플랑크에 의해 양자 이론이 나오게 된다.
1900년, 독일의 물리학자 막스 플랑크는 흑체에서 관측된 주파수가 방출되는 에너지에 따라 달라지는 현상을 설명하는 식을 유도하면서 에너지가 양자화되어있다는 생각을 마지못해 소개했다. 이 법칙은 플랑크의 법칙으로 불리며 (전통적인 한계에 적용될 수 있는)볼츠만 분포를 포함한다.플랑크의 법칙은 다음과 같이 표현될 수 있다. {\displaystyle I(\nu ,T)={\frac {2h\nu ^{3}}{c^{2}}}{\frac {1}{e^{\frac {h\nu }{kT}}-1}},} 여기에서:
I(ν,T)는 흑체가 온도 T 일 때 단위 진동수, 단위 입체각에서 표면에 법선 방향으로 방출되는 단위 면적, 단위 시간당 에너지(또는 일률)이다.
h 는 플랑크 상수이다.
c 는 진공에서의 빛의 속도이다.
k는 볼츠만 상수이다.
ν (뉴)는 전자기 복사의 진동수이다.
T 는 흑체의 온도를 켈빈으로 나타낸 값이다.
더 일찍 등장한 빈 근사는 플랑크의 법칙에서  {\displaystyle h\nu \gg kT}으로 가정함으로써 유도될 수 있다.
또한 1911-1913년에 슈테판 프로코피우에 의해 플랑크의 양자 이론이 전자에 적용되었고, 그 뒤 1913년 닐스 보어는 (나중에 마그네톤으로 불리게 되는) 전자의 자기 모멘트를 계산하였다. 나중에는 중성자와 양성자의 (전자의 것보다 세자릿수나 작은) 자기모멘트에 대해 비슷한 과정의 (그러나 수치적으로는 많이 다른) 양자 계산이 가능해졌다.

### 광전효과
1905년에 알베르트 아인슈타인은 빛, 더 일반적으로 모든 전자기파들을 공간상의  유한개의 점에 위치하는 에너지 양자들로 분리될 수 있다고 가정함으로써 광전효과를 설명하였다. 아인슈타인의 1905년 3월 양자 논문 "빛의 방출과 변형에 대한 발견적 관점(On a heuristic viewpoint concerning the emission and transformation of light)"의 도입 부분에서 아인슈타인은 다음과 같이 말했다.
"여기에서 고려된 가정에 따르자면 광선이 한 점으로부터 퍼져나갈때, 에너지는 증가하는 공간에 연속적으로 분포하지 않으며 공간상의 한 점에 위치해있는 유한개의 "에너지 양자들"로 이루어져있다. 이 에너지 양자들은 분열하지 않고 움직이며, 통째로만 흡수되거나 생성될 수 있다."

이 문장은 20세기 물리학자에 의해 쓰여진 가장 혁명적인 문장으로 불린다. 이러한 에너지 양자들은 나중에 "광자"로 불리게 되었으며, 이 용어는1926년 길버트 뉴턴 루이스에 의해 소개되었다. 양자적인 관점에서 각각의 광자가 에너지로 이루어져야한다는 생각은 놀라운 성과였다. 이 생각은 빛이 오로지 파동으로만 설명될 때 생기는 문제인 흑체 복사에서 무한한 에너지에 도달하는 문제를 효과적으로 해결하였다. 1913년 7월에 보어는 그의 논문 "원자와 분자의 법칙에 관하여(On the Constitution of Atoms and Molecules)" 에서 양자화를 이용하여 수소 원자의 스펙트럼 선들을 설명하였다.
이러한 이론들은 성공적이었지만, 매우 현상학적이었다(현상들을 설명하기 위해 세워진 측면이 강했다). 만약 앙리 푸앵카레가 1912년 "양자론의 측면에서(Sur la théorie des quanta)"라는 논문에서의 논의가 없었다면 지금까지도 양자화의 엄밀한 정의는 없었을 것이다. 엄밀한 정의 이전의 양자역학은 오래된 양자이론이라는 총칭으로 알려져 있다.
"양자 물리학"이라는 표현은 존스턴의 현대 물리학으로 본 플랑크의 세계(Planck's Universe in Light of Modern Physics)에서 처음 사용되었다. (1931).

온도가 감소하면서 흑체 복사 곡선의 최고점은 강도가 낮아지며 더 긴 파장으로 옮겨간다. 왼쪽의 흑체 복사 곡선(1862)은 레일리와 진스의 고전 한계 모델(1900)과 비교된다. 짧은 파장쪽의 곡선은 1896년에 이미 빈 분포 법칙에 따라 근사되었다.

1923년, 프랑스의 물리학자 루이 드 브로이는 정적인 입자들은 파동의 성질과 그 반대의 성질보일 수 있음을 통해 물질파 이론을 제창했다. 이 이론은 하나의 입자에 대해서 적용할 수 있었으며, 특수 상대성 이론에서 유도되었다. 드브로이의 접근에 기반한 현대 양자역학은 독일의 물리학자 베르너 하이젠베르크, 막스 보른, 파스쿠알 요르단은  1925년에 행렬역학을 개발하였고, 오스트리아의 물리학자 에르빈 슈뢰딩거는 파동역학을 발명하였으며, 드브로이의 이론에서 일반적인 경우에 대한 근사로서 비상대론적인 슈뢰딩거 방정식을 발명하였다. 그 뒤 슈뢰딩거는 행렬역학과 파동역학이 동일하다는 것을 보였다.
1927년, 하이젠베르크는 그의 불확정성 원리를 공식화하였다. 그와 더불어 코펜하겐 해석이 모양을 갖추기 시작하였다. 1927년경부터 폴 디랙은 전자에 대한 디랙방정식을 제안하여 특수 상대성과 양자역학을 통합하는 과정을 시작했다. 디랙 방정식은 슈뢰딩거가 실패한 하나의 전자에 대한 파동함수의 상대론적 설명을 이뤄내었다. 디랙 방정식은 전자의 스핀을 예측하고, 디랙에게 양전자의 존재를 알게 하였다. 또한 디랙은 자신의 유명한 1930 교과서에서 브라-켓 표기법과 같은 연산자이론을 개척하였다. 같은 기간 동안, 헝가리의 학자 존 폰 노이만 역시 마찬가지로 자신의 유명한 1932 교과서에서 엄격한 수학적 기반위에 양자역학을 힐베르트 공간 위에서의 선형 연산자들의 이론으로 체계화하였다. 양자역학의 이론이 세워지는 기간동안의 다른 많은 업적들처럼, 이들 또한 여전히 건재하며, 널리 사용되고 있다.
양자화학 분야는 1927년 물리학자 발터 하이틀러와 프리츠 론돈이 수소 분자의 공유 결합에 대해 연구하면서 개척되었다. 그 뒤, 양자화학은 미국의 이론 화학자인 칼텍의 라이너스 폴링과 존 클라크 슬래터 등 다수의 학자들을 통해 발전했는데, 이때 생긴 다양한 이론으로는 분자 오비탈과 원자가 이론 등이 있다.
1927년 초에, 연구자들은 양자역학을 하나의 입자에 적용시키는 대신에 장에 대하여 적용시키는 시도를 하였고, 그 결과로 양자장론이 만들어지게 되었다. 이 분야의 초기 연구원으로는 폴 디랙, 볼프강 파울리, 빅토어 바이스코프, 파스쿠알 요르단 등이 있다. 이 분야의 연구는 1940년대에 리처드 파인만, 프리먼 다이슨, 줄리언 슈윙거, 도모나가 신이치로가 양자전기역학을 수식화하면서 절정에 이른다. 양자전기역학은 전자와 양전자, 그리고 전자기장을 설명하는 양자이론이며, 나중에 양자장론에 모델을 제공하게 된다.

양자색역학에서 글루온 복사의 파인만 다이어그램

양자색역학의 이론은 1960년대 초에 공식화되기 시작하였다. 오늘날 우리가 아는 이론은 1975년에 데이비드폴리처, 데이비드 그로스, 프랭크 윌첵에 의해 공식화 된 것이다.
슈뢰딩거, 힉스, 골드스톤의 선구자적인 업적에 기반하여, 셸던 리 글래쇼, 스티븐 와인버그, 압두스 살람 등의 물리학자들은 독립적으로 약력과 양자전기역학이 어떻게 전기약력으로 합쳐질 수 있는지를 보였고, 이 업적으로 그들은 1979년에 노벨 물리학상을 받았다.

## 이론의 기반이 된 실험들
- 토머스 영의 이중 슬릿 실험: 빛의 파동적 속성을 보여주었다. (약1805)
- 앙리 베크렐의 방사능 발견(1896)
- 조지프 존 톰슨의 음극선 튜브 실험: 전자를 발견하고 전자가 음전하를 띈다는 것을 알아내었다. (1897)
- 1850년에서 1900년 사이에 이루어진 흑체복사 연구: 양자적 개념 없이는 설명할 수 없었다.
- 알베르트 아인슈타인이 설명해낸 광전 효과: 빛의 양자화된 에너지를 갖는 광자라는 개념으로 설명함. 아인슈타인은 나중에 광전효과로 노벨상을 받게 됨.
- 로버트 밀리컨의 기름방울 실험: 전하가 양자라는것(단위전하로 구성된다는 것)을 발견함. (1909)
- 어니스트 러더퍼드의 금박 실험: 원자의 질량과 양전하가 균일하게 분포되어있다는 건포도 푸딩모델을 반증하였다. 이 실험은 행성원자모델을 사용하는 계기가 되었다. (1911).
- 제임스 프랑크와 구스타프 헤르츠의 전자 충돌 실험: 수은원자의 에너지 흡수가 양자화되어있다는 것을 보임. (1914)
- 오토 슈테른과 월터 게를라흐의 슈테른-게를라흐 실험: 입자의 스핀이 양자화되어있다는 특성을 보임. (1920)
- 클린턴 데이비슨과 레스터 거머의 전자 회절실험: 전자의 파동적 속성을 보임.[10](1927)
- 클라이드 카원과 프레더릭 라이네스의 중성미자 실험: 중성미자의 존재를 입증함. (1955)
- 클라우스 죈슨의 전자 이중 슬릿 실험. (1961)
- 클라우스 폰 클리칭에 의해 발견된 양자 홀 효과: 홀 효과의 양자화된 버전으로 전기 저항의 새로운 실용적 기준을 정의하였고, 미세 구조 상수를 극도로 정밀하게 독립적으로 결정할 수 있게 되었다.
- 양자 얽힘의 실험적 입증. (1982)
- 폴 콰잇, 해럴드 와인퍼터, 토마스 허초크, 안톤 길링거, 마크 카세비치에 의해 수행된 마하-젠더 간섭계 실험: 엘리처-베이드먼 폭탄 테스터의 실험적 증명을 통해 상호작용 없는 관찰이 가능함을 보임. (1994)

## 같이 보기
- 양자장론의 역사
- 화학사

## 참조
- 물리학의 황금시대
- 아인슈타인의 사고실험
- 양자장론의 역사
- 화학사
- 분자의 역사
- 열역학의 역사
- 원자와 미립자 물리의 연대표

## 더 읽을거리
- Bacciagaluppi, Guido; Valentini, Antony (2009), 《Quantum theory at the crossroads: reconsidering the 1927 Solvay conference》, Cambridge, UK: Cambridge University Press, 9184쪽, arXiv:quant-ph/0609184, Bibcode:2006quant.ph..9184B, ISBN 978-0-521-81421-8, OCLC 227191829
- Bernstein, Jeremy (2009), 《Quantum Leaps》, Cambridge, Massachusetts: Belknap Press of Harvard University Press, ISBN 978-0-674-03541-6
- Cramer, JG (2015). 《The Quantum Handshake: Entanglement, Nonlocality and Transactions》. Springer Verlag. ISBN 978-3-319-24642-0.
- Greenberger, Daniel, Hentschel, Klaus, Weinert, Friedel (Eds.) Compendium of Quantum Physics. Concepts, Experiments, History and Philosophy, New York: Springer, 2009. ISBN 978-3-540-70626-7.
- Jammer, Max (1966), 《The conceptual development of quantum mechanics》, New York: McGraw-Hill, OCLC 534562
- Jammer, Max (1974), 《The philosophy of quantum mechanics: The interpretations of quantum mechanics in historical perspective》, New York: Wiley, ISBN 0-471-43958-4, OCLC 969760
- F. Bayen, M. Flato, C. Fronsdal, A. Lichnerowicz and D. Sternheimer, Deformation theory and quantization I,and II, Ann. Phys. (N.Y.), 111(1978) pp. 61-151.
- D. Cohen, An Introduction to Hilbert Space and Quantum Logic, Springer-Verlag, 1989. This is a thorough and well-illustrated introduction.
- Finkelstein, D. (1969), “Matter, Space and Logic”, 《Boston Studies in the Philosophy of Science》, Boston Studies in the Philosophy of Science V: 1969, doi:10.1007/978-94-010-3381-7_4, ISBN 978-94-010-3383-1.
- A. Gleason. Measures on the Closed Subspaces of a Hilbert Space, Journal of Mathematics and Mechanics, 1957.
- R. Kadison. Isometries of Operator Algebras, Annals of Mathematics, Vol. 54, pp. 325–38, 1951
- G. Ludwig. Foundations of Quantum Mechanics, Springer-Verlag, 1983.
- G. Mackey. Mathematical Foundations of Quantum Mechanics, W. A. Benjamin, 1963 (paperback reprint by Dover 2004).
- R. Omnès. Understanding Quantum Mechanics, Princeton University Press, 1999. (Discusses logical and philosophical issues of quantum mechanics, with careful attention to the history of the subject).
- N. Papanikolaou. Reasoning Formally About Quantum Systems: An Overview, ACM SIGACT News, 36(3), pp. 51–66, 2005.
- C. Piron. Foundations of Quantum Physics,  W. A. Benjamin, 1976.
- Hermann Weyl. The Theory of Groups and Quantum Mechanics, Dover Publications, 1950.
- A. Whitaker. The New Quantum Age: From Bell's Theorem to Quantum Computation and Teleportation, Oxford University Press, 2011, ISBN 978-0-19-958913-5
- Stephen Hawking. The Dreams that Stuff is Made of, Running Press, 2011, ISBN 978-0-76-243434-3
- A. Douglas Stone. Einstein and the Quantum, the Quest of the Valiant Swabian, Princeton University Press, 2006.
- Richard P. Feynman. QED: The Strange Theory of Light and Matter. Princeton University Press, 2006. Print.